# Cinema. Festa internazionale di Roma 2006
La 1ª edizione di Cinema. Festa internazionale di Roma si è tenuta a Roma dal 13 al 21 ottobre 2006.

## Sezioni

### Première
- Il destino di un guerriero (Alatriste), regia di Agustín Díaz Yanes (Spagna)
- Fur - Un ritratto immaginario di Diane Arbus (Fur: an Imaginary Portrait of Diane Arbus), regia di Steven Shainberg (Stati Uniti d'America)
- La sconosciuta, regia di Giuseppe Tornatore (Italia, Francia)
- L'eletto (Le Concile de pierre), regia di Guillaume Nicloux (Francia)
- N (Io e Napoleone), regia di Paolo Virzì (Italia, Francia, Spagna)
- L'imbroglio - The Hoax (The Hoax), regia di Lasse Hallström (Stati Uniti)
- Il destino nel nome - The Namesake (The Namesake), regia di Mira Nair (Stati Uniti)
- The Prestige, regia di Christopher Nolan (Stati Uniti)
- Uno su due, regia di Eugenio Cappuccio (Italia)

### Cinema 2006

#### Competizione
- A casa nostra, regia di Francesca Comencini (Italia)
- Nightmare Detective - Il cacciatore di sogni (Akumu Tantei), regia di Shinya Tsukamoto (Giappone)
- Bes Vakit, regia di Reha Erdem (Turchia)
- Cages, regia di Olivier Masset-Depasse (Belgio, Francia)
- Chand Rooz Ba'd..., regia di Niki Karimi (Iran)
- Fu Zi, regia di Patrick Tam (Hong Kong)
- Izobrajaya Zhertvy, regia di Kirill Serebrennikov (Russia)
- Giardini in autunno (Jardins en automne), regia di Otar Iosseliani (Francia, Italia, Russia)
- L'aria salata, regia di Alessandro Angelini (Italia)
- L'Héritage regia di Temur Babluani, Géla Babluani (Georgia, Francia)
- La strada di Levi, regia di Davide Ferrario (Italia)
- Le Voyage en Arménie, regia di Robert Guédiguian (Francia)
- Mon Colonel, regia di Laurent Herbiet (Francia, Belgio)
- Nacido y criado, regia di Pablo Trapero (Argentina, Italia, Gran Bretagna)
- This Is England, regia di Shane Meadows (Gran Bretagna)
- Wu Qingyuan, regia di Tian Zhuangzhuang (Cina)

#### Fuori concorso
- Dopo il matrimonio (Efter Brylluppet), regia di Susanne Bier (Danimarca)
- Les Ambitieux, regia di Catherine Corsini (Francia)
- Offset, regia di Didi Danquart (Germania)

### Eventi speciali
- Borat - Studio culturale sull'America a beneficio della gloriosa nazione del Kazakistan (Borat: Cultural Learnings of America for Make Benefit Glorious Nation of Kazakhstan), regia di Larry Charles (Stati Uniti)
- Fuga in Francia, regia di Mario Soldati (Italia) -	Versione restaurata da CSC - Cineteca Nazionale
- L'uomo della carità - Don Luigi di Liegro, regia di Alessandro Di Robilant (Italia)
- Primi amori, primi vizi, primi baci (Nos jours heureux), regia di Éric Toledano, Olivier Nakache (Francia)
- Uomini e topi (Of Mice and Men), regia di Lewis Milestone (Stati Uniti)
- Ossessione, regia di Luchino Visconti (Italia)
- Roma città aperta, regia di Roberto Rossellini (Italia) - Versione restaurata da CSC - Cineteca Nazionale
- Romolo e Remo, regia di Sergio Corbucci (Italia)
- Subsonica versus Rossellini, regia di Subsonica (Italia)
- The Departed, regia di Martin Scorsese (Stati Uniti)
- Viaggio segreto, regia di Roberto Andò (Italia, Francia)

### Extra
- A Scanner Darkly - Un oscuro scrutare (A Scanner Darkly), regia di Richard Linklater (Stati Uniti)
- Ala verde ala pobre, regia di Briccio Santos (Filippine)
- American Vertigo, regia di Michko Netchack (Francia)
- Awesome; I Fuckin' Shot That!, regia di Nathanial Hörnblowér (Stati Uniti)
- Black Gold, regia di Marc Francis, Nick Francis (Gran Bretagna)
- Cashback, regia di Sean Ellis (Gran Bretagna)
- Checosamanca di Andrea D'Ambrosio, Daniela Bassani, Andrea Segre, Francesco Cressati, Martina Parenti, Nicola Zucchi, Marco Berrini, Chiara Bellosi, Niccolò Bruna (Italia)
- Cidade dos Homens, regia di Fernando Meirelles, Regina Casé, Paulo Morelli, Kátia Lund, Philippe Barcinski - (Brasile)
- Deep Water - La folle regata, regia di Louise Osmond, Jerry Rothwell (Gran Bretagna)
- È morto Cattelan! Evviva Cattelan!, regia di Marco Penso (Italia)
- Fascisti su Marte, regia di Corrado Guzzanti, Igor Skofic (Italia)
- Grido, regia di Pippo Delbono (Italia)
- Herbie Hancock: Possibilities, regia di Jon Fine, Doug Biro (Stati Uniti)
- Héros Fragiles, regia di Emilio Pacull (Francia, Spagna, Cile)
- Histoire d'eaux, regia di Bernardo Bertolucci (Gran Bretagna, Germania, Francia)
- Il bravo gatto prende i topi, regia di Francesco Conversano, Nene Grignaffini (Italia)
- Il mondo addosso, regia di Costanza Quatriglio (Italia)
- In coda ai titoli, regia di Riccardo Paoletti (Italia)
- Jamal, regia di Luisella Ratiglia (Italia)
- Kàleldo, regia di Brillante Mendoza (Filippine)
- Kinshasa Palace, regia di Zeka Laplaine (Francia, Repubblica Democratica del Congo)
- Kurt Cobain About a Son, regia di AJ Schnack (Stati Uniti)
- La Faute à Fidel, regia di Julie Gavras (Francia)
- La vera leggenda di Tony Vilar, regia di Giuseppe Gagliardi (Italia)
- Le Dernier Caravansérail (Odyssées) 1. Le fleuve cruel, regia di Ariane Mnouchkine (Francia)
- Le Dernier Caravansérail (Odyssées) 2. Origines et destins, regia di Ariane Mnouchkine (Francia)
- Le vie della recherche (Luchino Visconti), regia di Giorgio Treves (Italia, Francia)
- Muoiono soltanto gli..., regia di Margherita Ferrandino, Giovanni Veronesi (Italia)
- Okùnchiràn - Emergency in Cambogia, regia di Emanuele Scaringi, Claudio Rubino (Stati Uniti)
- Mille miglia... lontano (Qian li zou dan ji), regia di Zhang Yimou (Cina, Hong Kong, Giappone)
- Renaissance, regia di Christian Volckman (Francia, Gran Bretagna, Lussemburgo)
- Ritorni, regia di Giovanna Taviani (Italia, Francia)
- Ritratto di sconosciuto - Marcellus Dominicus Vincentius, regia di Roberto Meddi, Gioia Magrini (Italia)
- Sampras, regia di Luca Vendruscolo (Italia)
- Sartoria Tirelli - Vestire il cinema, regia di Gianfranco Giagni (Italia)
- Dixie Chicks: Shut Up and Sing, regia di Cecilia Peck, Barbara Kopple (Stati Uniti)
- Siluro rosso - La straordinaria storia di Rubén Gallego, regia di Mara Chiaretti (Italia)
- Sorelle, regia di Marco Bellocchio (Italia)
- Speciale Machinima, regia di Bernie Burns, Randall Glass, Paul Marino, Alex Chan, Brody Condon, Palle *Torson, Ethan Vogt, Kaiwai, Mathieu Dubost (Stati Uniti, Francia, Svezia)
- Tre donne morali, regia di Marcello Garofalo (Italia)
- Uomini forti, regia di Steve Della Casa (Italia)
- Vospominanya o Sayat Nova, regia di Levon Grigoryan (Armenia, Italia)

#### In collaborazione con il Tribeca Film Festival
- La niebla en las palmeras, regia di Lola Salvador, Carlos Molinero (Spagna)
- Omaret Yacoubian, regia di Marwan Hamed (Egitto)
- The Bridge - Il ponte dei suicidi (The Bridge), regia di Eric Steel (Stati Uniti)
- The Lew Rudin Way, regia di David Hoffman (Stati Uniti)
- The War Tapes, regia di Deborah Scranton (Stati Uniti)
- Tierney Gearon: The Mother Project, regia di Jack Youngelson, Peter Sutherland (Stati Uniti)

### Alice nella città

#### Fuori concorso
- La gang del bosco (Over the Hedge), regia di Tim Johnson, Karey Kirkpatrick (Stati Uniti)
- Rosso come il cielo, regia di Cristiano Bortone (Italia)
- Salvatore - Questa è la vita, regia di Gian Paolo Cugno (Italia)

#### In collaborazione con il Tribeca Film Festival - K1
- Una parola per un sogno (Akeelah and the Bee), regia di Doug Atchison (Stati Uniti)

#### In collaborazione con il Tribeca Film Festival - YA
- In viaggio con Evie - Driving Lessons (Driving Lessons), regia di Jeremy Brock (Gran Bretagna)
- I'm Reed Fish, regia di Zackary Adler (Stati Uniti)
- Just Like the Son, regia di Morgan J. Freeman (Stati Uniti)

#### In collaborazione con Première
- Boog & Elliot a caccia di amici (Open Season), regia di Roger Allers, Jill Culton, Anthony Stacchi (Stati Uniti)

#### K12
- Azur e Asmar (Azur et Asmar), regia di Michel Ocelot (Francia)
- Brave Story, regia di Koichi Chigira (Giappone)
- Je m'appelle Elisabeth, regia di Jean-Pierre Ameris (Francia)
- Le Temps des porte-plumes, regia di Daniel Duval (Francia)
- Liscio, regia di Claudio Antonini (Italia)
- U, regia di Serge Elissalde, Grégoire Solotareff (Francia)
- Vitus, regia di Fredi M. Murer (Svizzera)

#### YA
- 2 filhos de Francisco, regia di Breno Silveira (Brasile)
- Les Aiguilles rouges, regia di Jean-François Davy (Francia)
- Sipur Hatzi - Russi, regia di Eitan Anner (Israele)
- Supervoksen, regia di Christina Rosendahl (Danimarca)
- Swimmers, regia di Doug Sadler (Stati Uniti)

### New Cinema Network
- Blodbönd, regia di Arni Olafur Asgeirsson (Islanda)
- Gas, regia di Luciano Melchionna (Italia)
- Il vento fa il suo giro, regia di Giorgio Diritti (Italia)
- Kontakt, regia di Sergej Stanojkovski (Germania, Repubblica di Macedonia)
- MirrorMask, regia di Dave McKean (Gran Bretagna)
- New York Waiting, regia di Joachim Hedén (Svezia)
- Pingpong, regia di Matthias Luthardt (Germania)
- Teraz Ja, regia di Anna Jadowska (Polonia)
- Trece entre mil, regia di Iñaki Arteta (Spagna)
- Valse Wals, regia di Mark De Cloe (Paesi Bassi)
- Vida y color, regia di Santiago Tabernero Palacios (Spagna)

### Serate italiane
- Cover Boy: l'ultima rivoluzione, regia di Carmine Amoroso (Italia)
- Saremo film, regia di Ludovica Marineo (Italia)
- Sfiorarsi, regia di Angelo Orlando (Italia)
- Un amore su misura, regia di Renato Pozzetto (Italia)

### Il lavoro dell'attore

#### Omaggio a Sean Connery
- A 007, dalla Russia con amore (From Russia with Love), regia di Terence Young (1963)
- Marnie, regia di Alfred Hitchcock (1964)
- La donna di paglia (Woman of Straw), regia di Basil Dearden (1964)
- Agente 007 - Missione Goldfinger (Goldfinger), regia di Guy Hamilton (1964)
- La collina del disonore (The Hill), regia di Sidney Lumet (1965)
- The Bowler and the Bunnet, regia di Sean Connery (1967) - documentario
- I cospiratori (The Molly Maguires), regia di Martin Ritt (1970)
- Zardoz, regia di John Boorman (1974)
- Il vento e il leone (The Wind and the Lion), regia di John Milius (1975)
- L'uomo che volle farsi re (The Man Who Would Be King), regia di John Huston (1975)
- Robin e Marian (Robin and Marian), regia di Richard Lester (1976)
- Cinque giorni un'estate (Five Days One Summer), regia di Fred Zinnemann (1982)
- Agente 007 - Mai dire mai (Never Say Never Again), regia di Irvin Kershner (1983)
- The Untouchables - Gli intoccabili (The Untouchables), regia di Brian De Palma (1987)
- Scoprendo Forrester (Finding Forrester), regia di Gus Van Sant (2000)

#### Actor's Studio
- Un cappello pieno di pioggia (A Hatful of Rain), regia di Fred Zinnemann (1957)
- Un posto al sole (A Place In The Sun), regia di George Stevens (1951)
- Un tram chiamato Desiderio (A Streetcar Named Desire), regia di Elia Kazan (1951)
- Baby Doll - La bambola viva (Baby Doll), regia di Elia Kazan (1956)
- Fermata d'autobus (Bus Stop), regia di Joshua Logan (1956)
- Pietà per i giusti (Detective Story), regia di William Wyler (1951)
- Fronte del porto (On the Waterfront), regia di Elia Kazan (1954)
- Gioventù bruciata (Rebel Without a Cause), regia di Nicholas Ray (1955)
- La divina (The Goddess), regia di John Cromwell (1958)
- Furia selvaggia - Billy Kid (The Left Handed Gun), regia di Arthur Penn (1958)
- La lunga estate calda (The Long Hot Summer), regia di Martin Ritt (1958)
- Un uomo sbagliato (The Strange One), regia di Jack Garfein (1957)
- La parola ai giurati (Twelve Angry Men), regia di Sidney Lumet (1957)

## Premi

### Premi principali
La giuria popolare presieduta da Ettore Scola ha assegnato i seguenti premi, consegnati il 21 ottobre 2006:
- Premio Marco Aurelio al miglior film: Izobrajaya Zhertvy, regia di Kirill Serebrennikov (Russia)
- Premio Festa del Cinema - BNL alla migliore interprete femminile: Ariane Ascaride - Le Voyage en Arménie, regia di Robert Guédiguian (Francia)
- Premio Festa del Cinema - Camera di Commercio al miglior interprete maschile: Giorgio Colangeli - L'aria salata, regia di Alessandro Angelini (Italia)
- Premio Speciale della Giuria: This Is England, regia di Shane Meadows (Gran Bretagna)
- Premio speciale BNL alla memoria di Gillo Pontecorvo, scomparso alla vigilia della Festa del Cinema.[1]

In collaborazione con IMAIE: Acting Award 2006 a Sean Connery

### Premi collaterali
- Premio Cult al miglior documentario selezionato: Deep Water - La folle regata, regia di Louise Osmond, Jerry Rothwell (Gran Bretagna)
- Premio L.A.R.A. (Libera associazione rappresentanti artisti, presieduta da Moira Mazzantini) per la miglior interpretazione, scelta tra i film italiani di tutte le sezioni: Ninetto Davoli per Uno su due, regia di Eugenio Cappuccio (Italia)
- Premio Blockbuster al miglior film della sezione Première: La sconosciuta, regia di Giuseppe Tornatore (Italia, Francia)
- Premio Alice nella città sezione K12: Liscio, regia di Claudio Antonini (Italia)
- Premio Alice nella città sezione Young Adult: Just Like the Son, regia di Morgan J. Freeman (Stati Uniti)
- Premio Cinemavvenire al miglior film: This Is England, regia di Shane Meadows (Gran Bretagna)
- Premio Cinemavvenire al miglior cortometraggio: Crackers, regia di Salvatore Allocca (Italia)

## I commenti alla vigilia
La prima edizione della Festa del cinema di Roma è stata preceduta da polemiche (più o meno reali), da un battage pubblicitario senza precedenti per un festival cinematografico italiano (giustificabile dalla necessità di creare un nuovo “evento”, mentre Venezia può giovare di una gloriosa tradizione), ed ha goduto di una copertura mediata massiccia. In particolare, è stata discussa la collocazione in calendario della Festa, a ridosso delle maggiori manifestazioni cinematografiche italiane, Venezia e Torino.
Alcune opinioni:
«La Festa di Roma potrebbe aprire, piuttosto che chiudere, spazi e disponibilità. Ma, coi tempi magri e futili che corrono, perché questo avvenga è indispensabile che ci sia dietro una volontà politica che non si accontenti dell'eventuale successo dell'Evento, ma lo utilizzi per moltiplicare le occasioni culturali. Perché l'Evento non si trasformi in un Big Bang che polverizza tutto ciò che lo circonda» (Emanuela Martini, FilmTV)
«Tanta l'offerta, anche se la quantità sembra superare di molto la qualità. Manca infatti un chiaro indirizzo: non è l'autorialità, visto che i grandi (e piccoli) maestri hanno preso in massa la via di Venezia. Né tanto meno la tanto decantata voglia di accontentare il grande pubblico, vista l'assenza di blockbuster o comunque di titoli di grande richiamo.» (Manlio Dolinar, Liberazione, 27 settembre 2006)
«Sarà un appuntamento di massa, una sfida. E, comunque vadano le cose, sarà un'esperienza inedita nel panorama cinematografico mondiale grondante festival, rassegne, vetrine: il pubblico, per la prima volta, sarà il protagonista assoluto (...) Qualcuno, intanto, obietta che non si sentiva il bisogno di un'ennesima vetrina cinematografica. (...) Ma non va dimenticato che l'offerta di cinema genera la domanda. (...) Tornerà a mettersi in moto quell'industria del cinema che rappresenta una voce importantissima nell'economia italiana» (Gloria Satta, Il Messaggero, 10 ottobre 2006)
«Si scrive Festa, si legge Mercato. (...) Ricreare in Italia un grande mercato autunnale che prenda il posto del MIFED, decaduto e poi stroncato definitivamente tre anni fa dallo spostamento di date dell'American Film Market. (...) Non è una sfida provinciale, è una scommessa internazionale.» (Fabio Ferzetti, Il Messaggero, 11 ottobre 2006)

## Eventi collaterali
Presso la Casa del Jazz si sono svolti concerti tematici sul connubio cinema e jazz, in particolare ricordando i compositori italiani di musica da film legati al jazz: Armando Trovajoli, Piero Piccioni, Piero Umiliani. Gli omaggi sono stati resi, durante diversi concerti, da Enrico Pieranunzi, Valentina Piccioni, Luca Ruggero Jacovella, Dino e Franco Piana.

## Incidente sulla linea A della Metropolitana di Roma
Questa prima edizione del Festival è stata funestata da un incidente, il 17 ottobre 2006 si è verificato uno scontro tra due treni della linea A che è costata la vita ad una donna, e il ferimento di più di 200 persone. Questo evento ha modificato il programma del Festival, in particolare il giorno stesso della tragedia.

## Il bilancio finale
Il bilancio ufficiale in termini numerici parla di 169 film di 32 nazionalità diverse, 650 proiezioni su 23 schermi, 56.000 biglietti venduti, un totale degli spettatori stimati (pubblico, accreditati, sale Anec) di oltre 150.000, 480.000 visitatori del Villaggio e delle Mostre (Bertolucci, Visconti, Digital Party, Rossellini), 6.837 accreditati.
Sul Messaggero, quotidiano di Roma, sono stati espressi giudizi particolarmente positivi sulla riuscita della Festa:
- «questa festa del cinema è stata veramente Cinema. Nel senso più ampio del termine. (...) è cinema puro aver mobilitato una città intorno al valore sociale, economico ed artistico di un'opera di fantasia. (...) Sì, è stata una vera festa. Una festa tutta italiana. Senza il rigore berlinese, senza la pomposità francese di Cannes, ma con l'anima di questa città, italianissima, dove l'impossibile diventa incredibilmente possibile.» (Enrico Vanzina, 21 ottobre 2006).
- «l'evento che per dieci giorni ha coinvolto l'intera città, dal centro alle periferie: cultura "alta" e spettacolo popolare, film d'autore e grande pubblico (...) E la città ha risposto, affollando le sale e accogliendo con simpatia il cinema, i suoi protagonisti, le sue emozioni. (...) la Festa di Roma ha avuto il merito di focalizzare per settimane l'attenzione sul cinema: non un "panda da salvare" ma un'industria viva che ha le sue radici nella Capitale (...) Nel futuro si potranno pure cambiare le date, come vorrebbe qualcuno, si potranno correggere i difetti ed esaltare i pregi della prima edizione. Ma la Festa è già una scommessa vinta della cultura romana e italiana, ha fatto del bene al cinema e ha rilanciato l'immagine della Capitale nel mondo.» (Gloria Satta, 22 ottobre 2006).
- «(...) alla fine, nonostante quelli che a Roma si chiamano "gufi", la Festa è stata un successo. Ha funzionato il cocktail di divismo e approfondimento tematico. La convivenza fra la passerella delle star e film forti, o, come si diceva una volta, "impegnati", film che magari non piacciono a chi ha dell'Italia di oggi un'immagine edulcorata e irrealistica. Questa Festa ha lanciato una sfida che non mancherà di impegnare tutti quelli che amano non solo il cinema, ma la cultura in generale: la sfida sulla necessità di investire, nella cultura, non solo il talento degli individui o delle istituzioni, ma anche i talenti intesi come danari, strutture, opportunità industriali.» (Giancarlo De Cataldo, 22 ottobre 2006)
- «(...) dopo questa prima edizione, un eccellente "numero zero", molte cose possono essere migliorate. La festa popolare, lo struscio, l'affluenza di pubblico non devono essere un punto d'arrivo ma un punto di partenza. Se a Roma c'è tanto interesse potenziale per un cinema diverso da quello che arriva nei multiplex, occorre lavorare (...) tutto l'anno, per formare il gusto, la competenza, l'amore per il buon cinema, che un tempo in Italia era davvero un fatto popolare mentre da qualche decennio è appannaggio di pochi. La città non chiede di meglio. La Festa, forse, è appena incominciata.» (Fabio Ferzetti, 22 ottobre 2006)

Altre opinioni della stampa:
- Roberto Silvestri, sul Manifesto (22 ottobre 2006) ha ripreso le critiche di parte della stampa straniera, come la «sindrome di Nerone» (lo sfoggio di milioni di euro in ospitalità e premi promessi per strappare i film alla concorrenza), il «localismo» sfrenato (il numero di film italiani in programma), la scelta di film già presentati a Tribeca, Toronto e in quasi contemporanea a Londra.
- Emanuela Martini, su FilmTV ha annotato invece come «il Concorso sia stato un po' soffocato dall'enfasi attribuita (fin dal momento organizzativo) all'anima più divistica e festaiola della manifestazione, elemento accessorio e non centrale di una luccicante immersione nelle immagini più accattivanti del cinema.»
- «(...) più che contaminare l'idea tradizionale di festival, a Roma hanno sovrapposto idee diverse di manifestazioni. (...) Questa non è più contaminazione, è una "notte bianca" che si protrae per dieci giorni. È un modo nuovo di intendere il tempo libero. Se diventerà anche un modo nuovo di intendere il cinema (e di dare un nuovo senso al cinema, che poi era la vera scommessa veltroniana) è ancora tutto da verificare.» (Paolo Mereghetti, Ciak, novembre 2006)

Le voci più critiche sono arrivate dalla Rete:
- «il maxievento che avrebbe dovuto riportare Roma al centro delle attenzioni mediatiche di quella stessa intellighenzia culturale che tanto bene si era spesa per gettare un sinistro cono d'ombra su Venezia, si è trovata ad arrancare, schiacciata dal peso delle sue stesse ambizioni, e alle prese con disfunzioni di carattere strutturale che potrebbero essere riaggiustate solo a costo di un radicale ripensamento di luoghi, degli spazi, dei momenti» (Sergio De Lino, Cinemavvenire.it)
- «A Festa finita: il carosello di stampa e tivvù (Roma ha vinto su Venezia, è il ritornello) suggerisce uno spaccato sui complessi giochi di potere che sovrintendono la manifestazione e, allo stesso tempo, ne conferma il pieno fallimento. Cattiva la prima.» (Emanuele Di Nicola, Gli Spietati)

## Pubblicazioni
- Report 2006 (PDF), Roma, Cinema. Festa internazionale di Roma, 2006.